# Yellville, Arkansas
Yellville là một thành phố thuộc quận Marion, tiểu bang Arkansas, Hoa Kỳ. Năm 2010, dân số của thành phố này là 1204 người.

## Dân số
- Dân số năm 2000: 1312 người.
- Dân số năm 2010: 1204 người.